# Mikhaïl Boudyko
Mikhaïl Ivanovitch Boudyko (en russe : Михаил Иванович Будыко), né le 20 janvier 1920 à Homiel (en Biélorussie) et mort le 10 décembre 2001 à Saint-Pétersbourg, est un climatologue, un géophysicien et un géographe soviétique puis russe. On le considère comme l'un des plus grands spécialistes européens du climat. De nombreux modèles et de nombreuses prévisions sur ce qu'on appelle le réchauffement climatique mondial se fondent sur ses recherches. Il a terminé sa carrière à la tête du département pour l'étude des changements climatiques à l'Institut hydrologique national de Saint-Pétersbourg.

## Biographie
En 1942, Mikhaïl Boudyko termina ses études au département de physique de l'Institut polytechnique de Leningrad et travailla ensuite comme chercheur à l'Observatoire principal de géophysique de Leningrad. En 1951, il obtint son doctorat et devint d'abord directeur adjoint de l'Observatoire avant d'être, de 1954 à 1972, directeur de cet institut de recherche.
Publié en 1956 à Leningrad, son livre Тепловой баланс земной поверхности (Bilan thermique de la surface terrestre) fit de la climatologie une science non plus qualitative mais quantitative. Ses nouvelles méthodes physiques fondées sur le bilan thermique furent rapidement adoptées par les climatologues du monde entier. En 1963, Boudyko dirigea la compilation d'un atlas illustrant les composantes du bilan thermique sur la Terre.
De 1972 à 1975, il était chef du département pour l'étude du changement climatique à l'Observatoire principal de géophysique et, en 1975, prit la tête du département de recherche sur le changement climatique à l'Institut national d'hydrologie de Leningrad, (actuellement Saint-Pétersbourg).
En 1964, Boudyko devint membre correspondant de l'Académie des Sciences d'URSS puis, en 1992, membre de l'Académie des Sciences de Russie.

## Prix et distinctions
- Prix Lénine 1958
- 1972 Médaille d'or Professeur Lithke de la Société russe de géographie
- 1987 Médaille d'or de l'Organisation météorologique mondiale
- 1989 Prix Alexandre Pavlovitch Vinogradov de l'Académie des Sciences d'URSS (nommé ainsi en l'honneur du géochimiste russe Alexandre Vinogradov)
- 1994 Médaille Professeur R. Horton de l'American Geographical Union
- 1995 Prix A.-A. Grigoriev de l'Académie des Sciences de Russie (nommé ainsi en l'honneur du géographe et académicien russe Andreï Grigoriev [Григорьев])
- 1998 Prix « Blue Planet » de la Fondation Asahi Glass (Japon)

## Quelques travaux
- M. I. Budyko, A. B. Ronov et A. L. Yanshin: History of the Earth's Atmosphere. Springer-Verlag, New York, 1987.
- M. I. Budyko, G. S. Golitsyn et Y. A. Izrael: Global Climatic Catastrophes. Springer-Verlag, New York, 1988.
- M. I. Budyko et Y. A. Izrael (Hrsg.): « Anthropogenic Climatic Change. » University of Arizona Press, Tucson, 1991.
- M. I. Budyko: Global Climate Warming and its Consequence. Blue Planet Prize 1998 Commemorative Lectures. 30. Octobre 1998